# Ludwig Passini

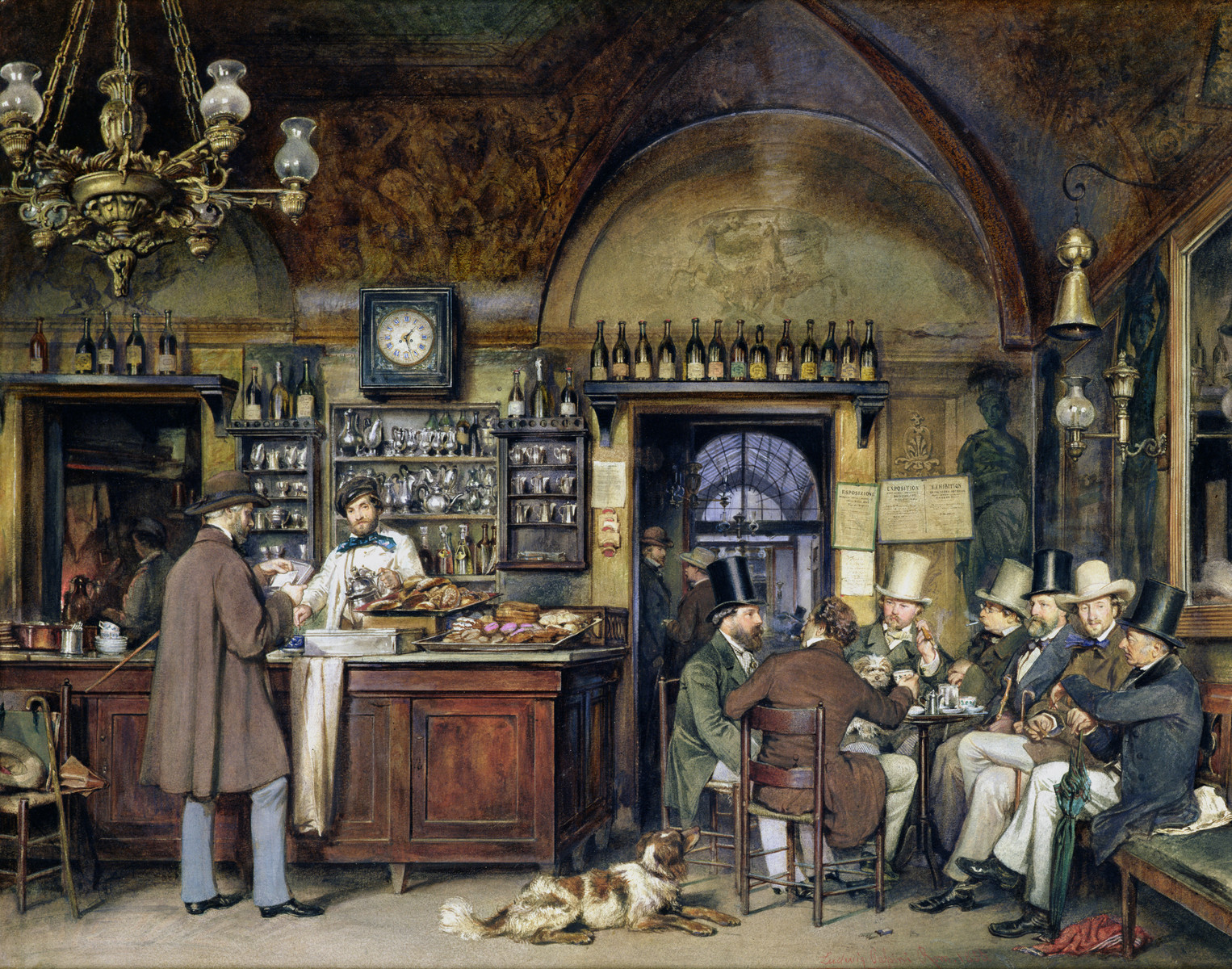
Ludwig Passini: Konstnär i Cafe Greco, Rom, 1856.

Ludwig Passini, född 9 juli 1832, död 6 november 1903, var en österrikisk konstnär.
Passini ägnade sig åt framställningen av det rörliga livet i Europas södra länder, särskilt Italien, om han återgav i färgrika, populära bilder, framför allt i akvarell. Även som porträttmålare var Passini anlitad.